# Tom Tresh
Thomas Michael Tresh (Detroit, Míchigan, 20 de septiembre de 1938-Venice, Florida, 15 de octubre de 2008), más conocido como Tom Tresh, fue un jugador profesional estadounidense de béisbol que se desempeñó en la posición de jardinero izquierdo en las Grandes Ligas de Béisbol (MLB). Es poseedor de un Guante de Oro.

## Carrera
Tresh jugó como profesional nueve temporadas en New York Yankees (1961-1969), después pasó a Detroit Tigers, donde jugó una temporada (1969), y fue el equipo en el que se retiró.

## Premios
Fue galardonado con el Guante de Oro en una oportunidad (1965).